# Sobór Zaśnięcia Matki Bożej w Smoleńsku

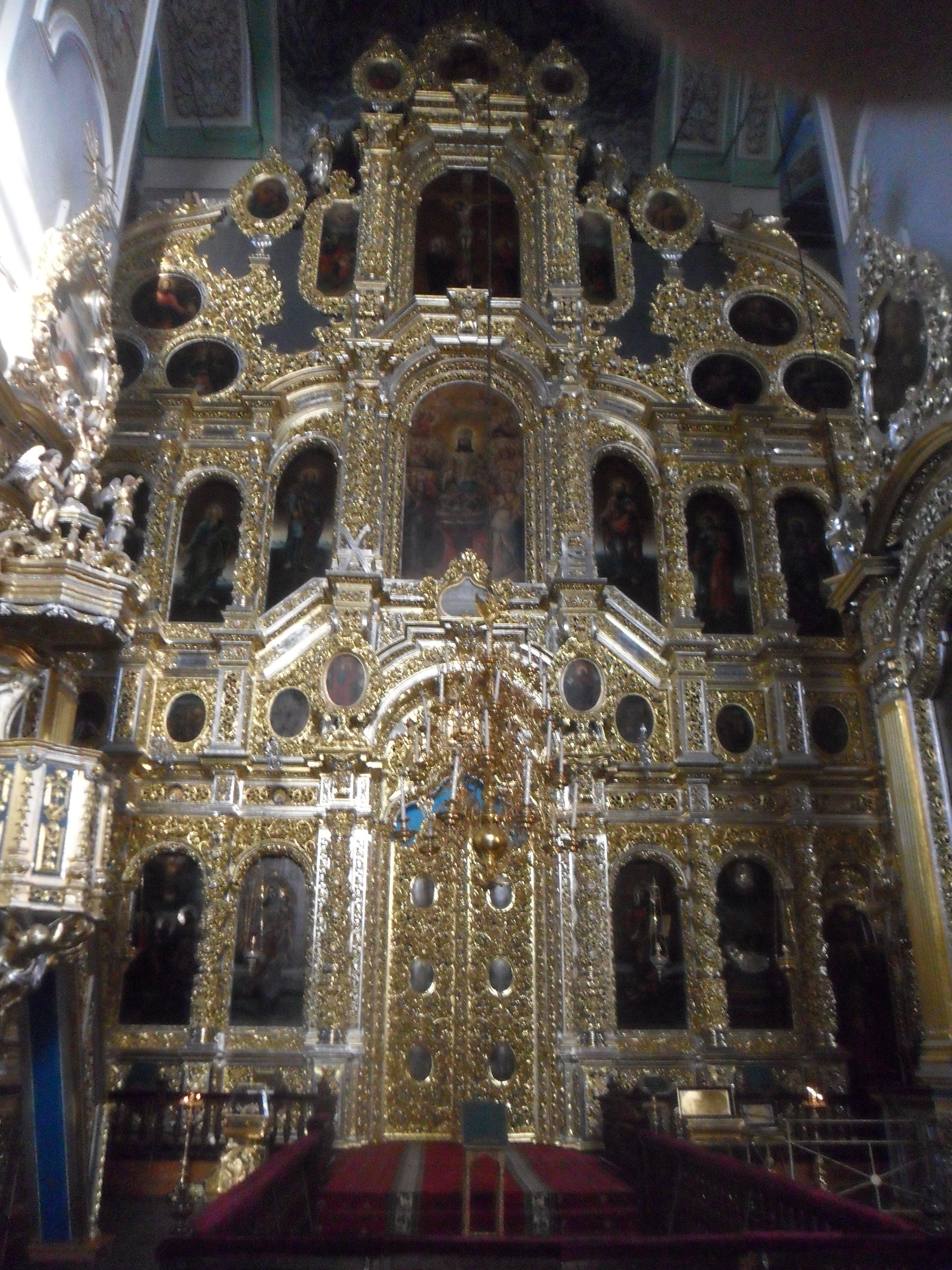
Ikonostas

Sobór Zaśnięcia Matki Bożej – prawosławny sobór w Smoleńsku, katedra eparchii smoleńskiej.
Pierwszy sobór prawosławny w Smoleńsku został wzniesiony przez Włodzimierza Monomacha w 1101. Przetrwał on do oblężenia Smoleńska w latach 1609–1611. Według opisu wydarzeń zawartego w rosyjskim latopisie, grupa ostatnich obrońców zamknęła się w świątyni i wysadziła ją w powietrze, nie chcąc poddać się wojskom polsko-litewskim.
Nowa cerkiew, nosząca to samo wezwanie – Zaśnięcia Matki Bożej – została wzniesiona dalej na północ w porównaniu z wysadzonym soborem. Początkowo budowę świątyni zlecono mistrzowi Jewsiutce Iwanowowi, który jednak odmówił wykonania zamówienia, gdyż nie otrzymał informacji ani o planowanych rozmiarach cerkwi, ani o życzeniach zamawiających odnośnie do jej wyglądu i stylu. Ostatecznie wznoszenia budynku podjęli się Leontij Kostrourow, Aleksiej Korolkow i Jakow Szarutin, którzy wzorowali się na soborze w Aleksandrowskiej Słobodzie. Prace budowlane rozpoczęto w 1676, jednak uległy one przerwaniu po trzech latach, gdy nieoczekiwanie runęła jedna ze ścian wznoszonego obiektu. Ostatecznie wznoszenie soboru zakończył w latach 1732–1740 architekt z Kijowa, A. Szepel.
Sobór był czynny do 1929, gdy został zamknięty na polecenie władz radzieckich. Nie został jednak zdewastowany i w 1941 jego wyposażenie opisywano jako zachowane w całości. 
Obiekt reprezentuje rosyjski barok. Zlokalizowany na wysokim wzniesieniu, stanowi główną dominantę panoramy Smoleńska. We wnętrzu znajduje się złocony, bogato rzeźbiony ikonostas wykonany przez Syłę Trusickiego i jego uczniów. Ci sami artyści wykonani dla świątyni zespół ikon. W świątyni tej znajduje się kopia jednej z najsłynniejszych rosyjskich ikon Bogurodzicy – Smoleńska Ikona Matki Bożej, będącej wzorcową dla kolejnych ikon typu Hodigitria (Przewodniczka). Oryginał wizerunku zaginął między r. 1941 a 1943, gdy Smoleńsk był okupowany przez Niemców.
W sąsiedztwie soboru znajduje się jego dzwonnica, znacznie niższa od samej świątyni, wzniesiona w 1767 według projektu P. Obuchowa. W soborze znajduje się nagrobek biskupa smoleńskiego Parteniusza.